# Malo Gradišće
Malo Gradišće falu Horvátországban, Varasd megyében. Közigazgatásilag Cesticához tartozik.

## Fekvése
Varasdtól 20 km-re északnyugatra, Cesticától 4 km-re délnyugatra a Zagorje hegyei között, közvetlenül a szlovén határ mellett fekszik.

## Története
A falu neve egy közeli várhelyre enged következtetni. 1857-ben 73, 1910-ben 121 lakosa volt. 1920-ig Varasd vármegye Varasdi járásához tartozott. 2001-ben a falunak 105 lakosa volt.

## Népessége
| Lakosság változása | Lakosság változása | Lakosság változása | Lakosság változása | Lakosság változása | Lakosság változása | Lakosság változása | Lakosság változása | Lakosság változása | Lakosság változása | Lakosság változása | Lakosság változása | Lakosság változása | Lakosság változása | Lakosság változása | Lakosság változása |
| ------------------ | ------------------ | ------------------ | ------------------ | ------------------ | ------------------ | ------------------ | ------------------ | ------------------ | ------------------ | ------------------ | ------------------ | ------------------ | ------------------ | ------------------ | ------------------ |
| 1857               | 1869               | 1880               | 1890               | 1900               | 1910               | 1921               | 1931               | 1948               | 1953               | 1961               | 1971               | 1981               | 1991               | 2001               | 2011               |
| 73                 | 89                 | 85                 | 98                 | 102                | 121                | 135                | 140                | 144                | 178                | 161                | 156                | 129                | 109                | 105                | 124                |